# Parafia św. Antoniego w Miłowicach
Parafia Świętego Antoniego w Miłowicach – parafia rzymskokatolicka, znajdująca się w diecezji kaliskiej, w dekanacie Syców.